# Połącz kropki
Połącz kropki – trzeci album studyjny polskiego zespołu Afro Kolektyw, wydany 17 listopada 2008 roku nakładem Agencji Muzycznej Polskiego Radia. Nagrany w składzie rozszerzonym do sekstetu, z gościnnym udziałem m.in. Filipa Jaślara i Wojciecha Krzaka, odwołuje się do szerokiego przekroju gatunków.
Materiał był promowany teledyskami do singli „Przepraszam” i „Mężczyźni są odrażająco brudni i źli”.

## Lista utworów
Opracowano na podstawie materiału źródłowego.

1. „Chciałbym umrzeć zagłaskany na śmierć (Seksualna czekolada II)” – 4:25
2. „Przepraszam” – 3:47
3. „Mężczyźni są odrażająco brudni i źli” – 4:54
4. „99907” – 4:15
5. „Łzy w uszach” – 4:02
6. „Bardzo miło z mojej strony” – 3:57
7. „Ostateczne rozwiązanie naszej kwestii” – 3:22
8. „Najlepszy informatyk w mieście” – 3:10
9. „Mozart pisał bez skreśleń” – 3:17
10. „Warschau Breslau Lemberg” – 4:33
11. „Będę was bić mocno i długo” – 4:16
12. „Połącz kropki” – 2:54
13. „niezatytułowany” – 0:04
14. „niezatytułowany” – 0:05
15. „niezatytułowany” – 0:05
16. „niezatytułowany” – 0:07
17. „niezatytułowany” – 0:05
18. „niezatytułowany” – 0:05
19. „niezatytułowany” – 0:04
20. „niezatytułowany” – 0:05
21. „niezatytułowany” – 0:05
22. „niezatytułowany” – 0:04
23. „niezatytułowany” – 0:05
24. „niezatytułowany” – 0:05
25. „niezatytułowany” – 0:05
26. „niezatytułowany” – 0:06
27. „niezatytułowany” – 0:05
28. „niezatytułowany” – 0:05
29. „niezatytułowany” – 0:04
30. „niezatytułowany” – 0:05
31. „niezatytułowany” – 0:04
32. „niezatytułowany” – 0:05
33. „niezatytułowany” – 0:05
34. „niezatytułowany” – 0:04
35. „niezatytułowany” – 0:04
36. „niezatytułowany” – 0:04
37. „niezatytułowany” – 0:04
38. „niezatytułowany” – 0:04
39. „niezatytułowany” – 0:05
40. „niezatytułowany” – 0:05
41. „niezatytułowany” – 0:04
42. „niezatytułowany” – 0:05
43. „niezatytułowany” – 0:04
44. „niezatytułowany” – 0:04
45. „niezatytułowany” – 0:04
46. „niezatytułowany” – 0:04
47. „niezatytułowany” – 0:04
48. „niezatytułowany” – 0:04
49. „niezatytułowany” – 0:04
50. „Przepraszam (wersja singlowa)” – 4:20
51. „niezatytułowany” – 0:04
52. „niezatytułowany” – 0:04
53. „niezatytułowany” – 0:04
54. „niezatytułowany” – 0:04
55. „niezatytułowany” – 0:04
56. „niezatytułowany” – 0:04
57. „niezatytułowany” – 0:04
58. „niezatytułowany” – 0:04
59. „niezatytułowany” – 0:04
60. „niezatytułowany” – 0:22

## Twórcy
Opracowano na podstawie materiału źródłowego.

- Michał „Afrojax” Hoffmann – wokal (1–11, 50), słowa, programowanie (1, 2, 4, 6, 12), syntezator (2, 4, 5, 6), gitara akustyczna (5), vocoder (5), Commodore 64 (1, 4–5), aranżacja instrumentów dętych (4), kompozycje (1–2, 4–6, 12)
- Mariusz Chibowski – gitara basowa (1–3, 6, 8, 9, 10, 50), gitara basowa bezprogowa (7, 11), produkcja muzyczna (3, 8, 11), instrumenty perkusyjne (8), wokal wspierający (9), kompozycje (5, 8, 11)
- Artur Chaber – perkusja (3, 6–11, 50), kotły (9), kompozycje (10)
- Michał Szturomski – gitara elektryczna (1–3, 5–8, 11, 50), produkcja muzyczna (3, 7, 9, 11), gitara akustyczna (10), programowanie (9), aranżacja instrumentów smyczkowych (7), kompozycje (3, 7, 9)
- Miłosz Wośko – syntezator (1, 8–11, 50), organy Hammonda (3), melotron (3), Rhodes (3, 6, 11), klawinet (11), produkcja muzyczna (3, 7, 9, 10), programowanie (3), aranżacja instrumentów smyczkowych (3, 7), aranżacja instrumentów dętych (4, 11), kompozycje (2-3, 7, 9–10, 50)
- Remigiusz „Remek” Zawadzki – instrumenty perkusyjne (7, 8, 10, 50), programowanie (12), produkcja muzyczna (8, 11), syntezator (11), wokal wspierający (9), aranżacja instrumentów dętych (11), kompozycje (8, 11–12)
- „DJ Ovca” – skrecze (1)
- Tomek Słowikowski – altówka (1, 7)
- Michał Wiraszko – gitara, wokal wspierający (1)
- Piotr Maciejewski – gitara, wokal wspierający (1)
- Dana Wynnyćka – wokal (10)
- Tomasz „Roszja” Jaroszewski – wokal (10), realizacja nagrań (10)
- Paweł Zalewski – viola da gamba (9)
- Ania Stanisławska – wokal wspierający (4, 11)
- Kinga Miśkiewicz – wokal wspierający (2, 6)
- Wojciech Krzak – skrzypce (9), kompozycje (9)
- Filip Jaślar – skrzypce (1, 7)
- Jarosław Zawadzki – saksofon tenorowy (4, 8, 11)
- Karolina Brodniewicz – puzon (4, 11)
- Maurycy Idzikowski – trąbka (4, 11)
- Borys Dejnarowicz – produkcja muzyczna, wokal (50)
- Błażej Domański – miksowanie, realizacja nagrań (3, 6, 10, 50)
- Marcin Gajko – miksowanie (1–12), realizacja nagrań (4, 7–9, 11)
- Peter Bergstrand – produkcja muzyczna (1, 2, 4, 5, 12)
- Afrokolektyw – produkcja muzyczna (50)
- Elliot Crane – realizacja nagrań (1)
- Kamil Biedrzycki – realizacja nagrań (3)
- Jacek Gawłowski – mastering
- Agata Krysiak – producent wykonawczy
- Jakub Czubak – oprawa graficzna